# 濃姫 (イチゴ)
濃姫（のうひめ）はイチゴの品種名。
1988年（昭和63年）、岐阜県農業総合研究センター（現岐阜県農業技術センター）で、大粒で食味の良い「アイベリー」に、果形と食味の良い「女峰」を交配して誕生した。
1998年に種苗登録されたイチゴで、岐阜県のイチゴ登録品種としては第1号となる。
甘い香りが強めで、果肉の固さは適度。果皮は鮮赤色でツヤがあり、果形は円すい形で、中心まで淡い赤色をしているのが特徴。女峰、とよのかより果実は大きく、糖度も高い。
濃姫の後に岐阜県から品種登録された美濃娘、華かがりと合わせて「岐阜いちご」とも呼ばれる。
名称は戦国武将の斎藤道三の娘で、織田信長の正室になった濃姫にちなむ。